# 1959 chez Disney
Cet article présente la liste des évènements de la Walt Disney Productions ayant eu lieu en 1959.

## Événements

### Janvier
- 1er janvier 1959, Ouverture de l'attraction Fantasyland Autopia à Disneyland[1]
- 29 janvier 1959, Première mondiale du film La Belle au bois dormant aux États-Unis[2],[3],[4],[5],[6],[7]

### Juin
- 6 juin 1959, Ouverture de l'attraction Submarine Voyage à Disneyland[8]
- 14 juin 1959
  - Ouverture de l'attraction Matterhorn Bobsleds à Disneyland[9]
  - Ouverture de l'attraction Disneyland Monorail à Disneyland[10]
- 24 juin 1959, Première mondiale du film Darby O'Gill et les Farfadets à Dublin[11]
- 26 juin 1959
  - Sortie du film Darby O'Gill et les Farfadets aux États-Unis[12],[13]
  - Sortie de Donald au pays des mathémagiques[14]

### Juillet
- 25 juillet 1959, Mise en service de la Locomotive No. 4 Ernest S. Marsh du Disneyland Railroad[15]

### Août
- 10 août 1959, Sortie du True Life Adventures Le Jaguar, seigneur de l'Amazone[16]

### Septembre
- 2 septembre 1959, Sortie du Donald Duck How to Have an Accident at Work[17]

### Octobre
- 11 octobre 1959, Fermeture de l'attraction Rainbow Caverns Mine Train à Disneyland[18]
- 13 octobre 1959, Diffusion du premier épisode de la série Le Renard des marais sur ABC[19]

### Novembre
- 10 novembre 1959, Sortie du court métrage Noah's Ark[20]
- 10 novembre 1959, Sortie du film Le Troisième Homme sur la montagne[21],[22]